# Ipanema (Rio de Janeiro)
Ipanema je četvrt locirana u južnoj zoni grada Rio de Janeira, između četvrti Leblon i Arpoador. Četvrt je nastala 1894. godine, kao otmjeni dio Rija, a najznačajniji dio je plaža Ipanema.

## Vanjske poveznice
- Luksizne ulice Ipaneme
- Noćni život Ipaneme
- Vodič za život na brazilskim plažama
- Ipanema na Google Maps